# Allraheligate Guds Moders förböns kyrka, Miokovci
Heliga Jungfru Marias förböns kyrka (serbisk kyrilliska: Црква Покрова Пресвете Богородице; latinska: Crkva Pokrova Presvete Bogorodice) är en serbisk-ortodox kyrkobyggnad belägen i byn Miokovci, i staden Čačak i distriktet Moravica, i västra Serbien.
Kyrkan är helgad åt Guds Moders Beskydd och tillhör det serbisk-ortodoxa stiftet Žičas stift.

## Historik
Heliga Jungfru Marias förböns kyrka i Miokovci byggdes år 1890, då den ersatte en tidigare kyrkobyggnad som byggdes 1815 och var gjord av timmer.
Kyrkan invigdes 1939 av den dåvarande och helgonförklarade biskopen av Žičas stift, Sankt Nikolaj Velimirović.
Idag (februari 2022) är kyrkan ett kulturminne.

## Bilder

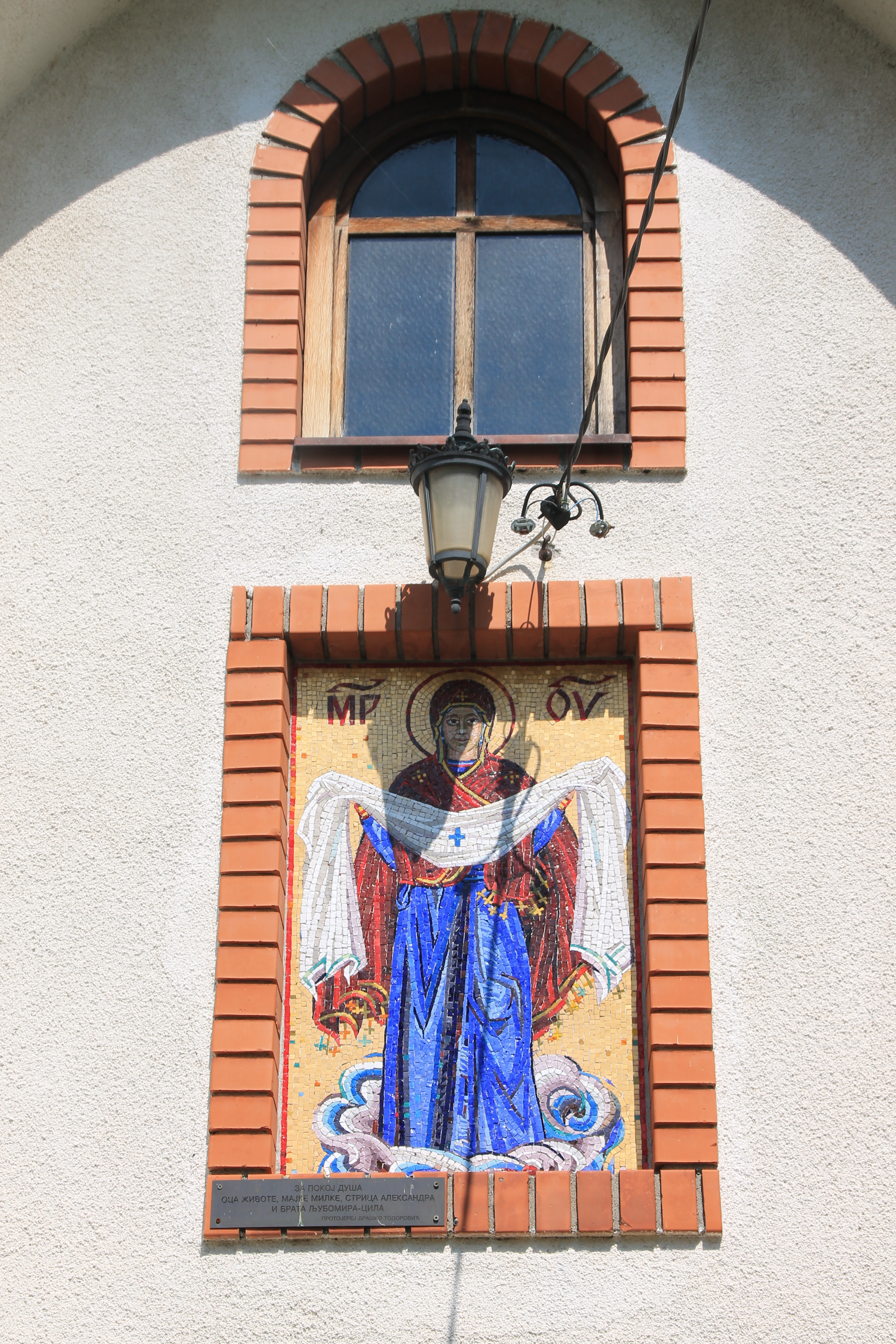
Mosaik på fasaden föreställande Jungfru Maria (Guds Moder).
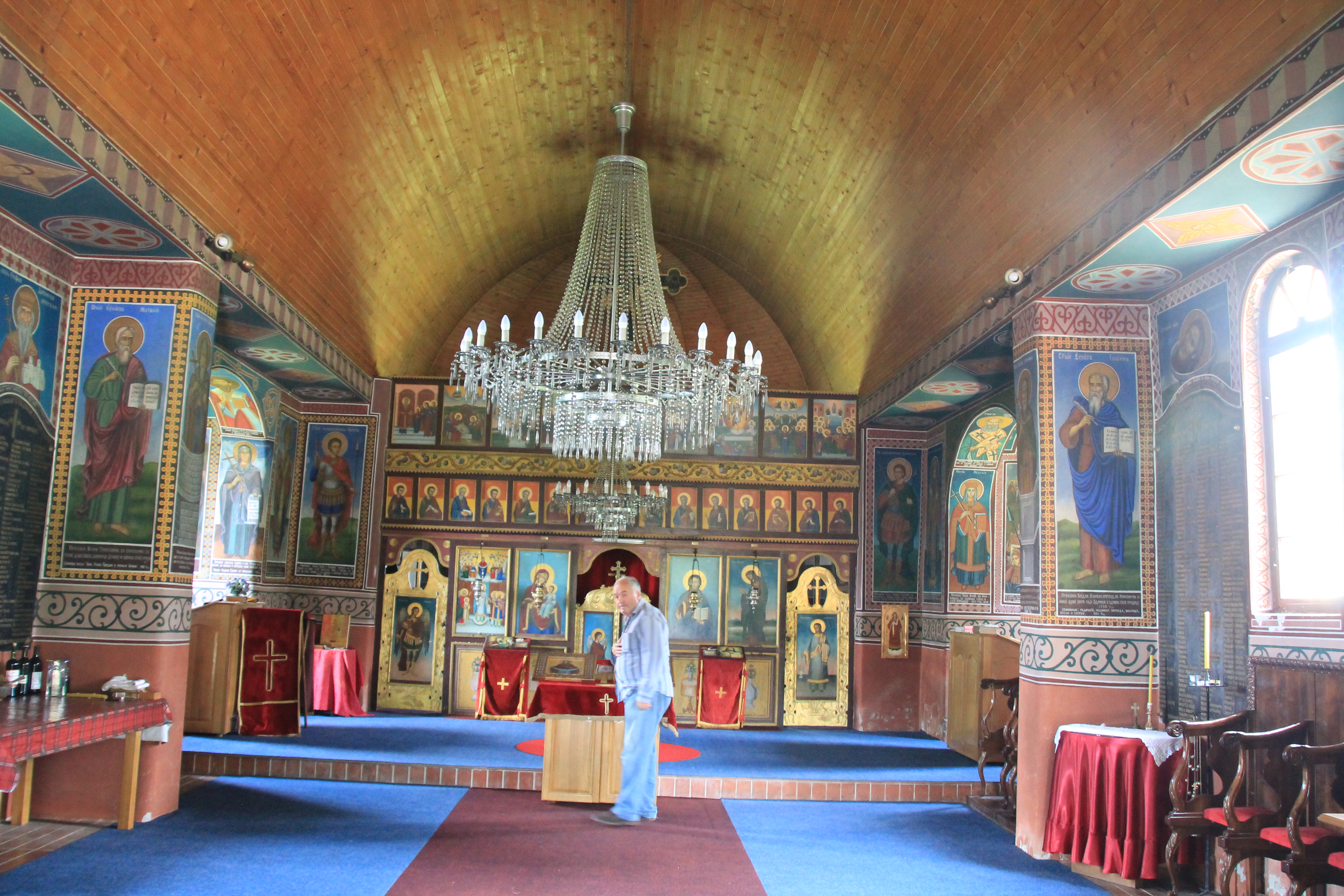
Kyrkans interiör mot ikonostasen.
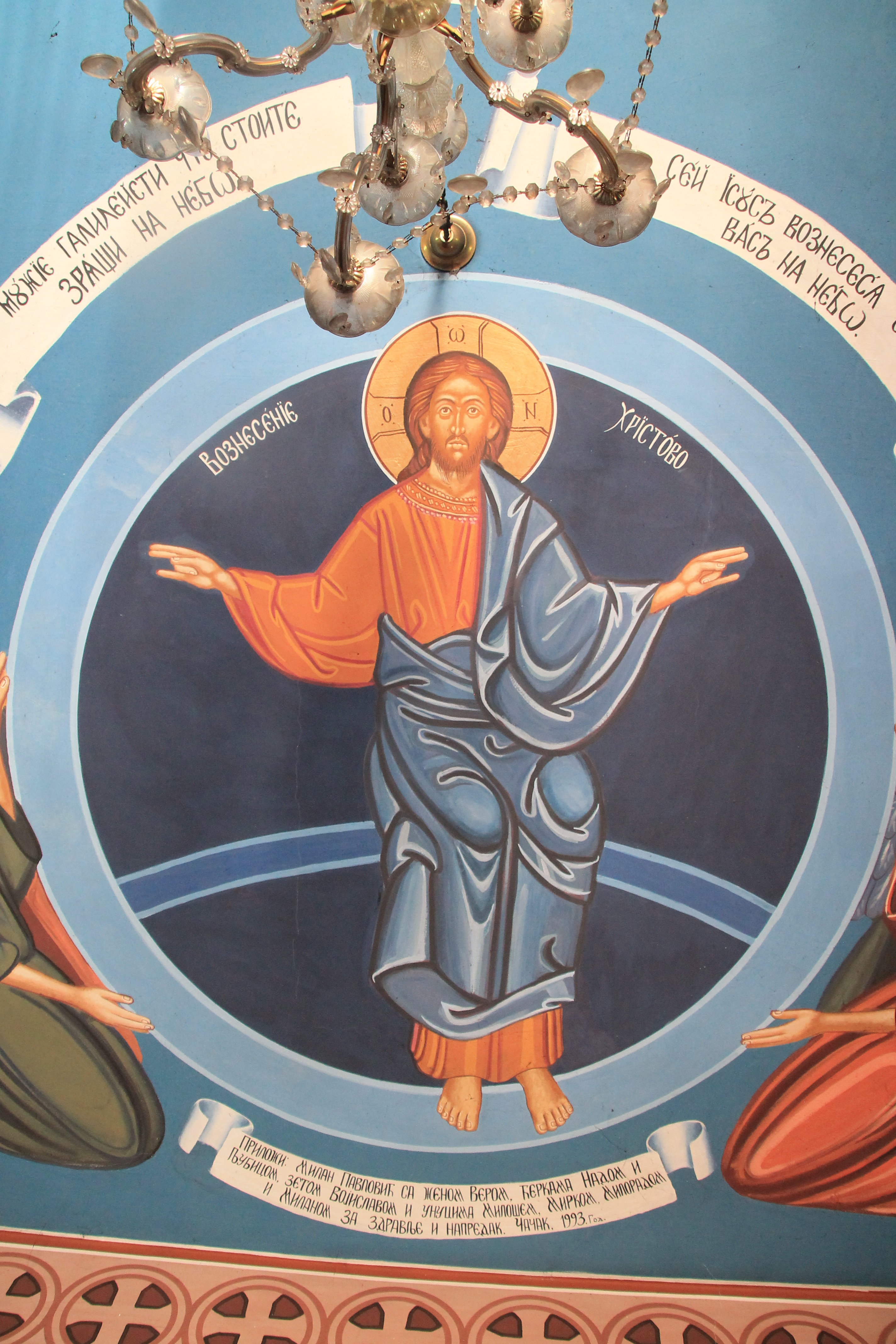
Målning föreställande Jesus Kristus.